# Паломарський атлас
Паломарський огляд неба (Palomar Sky Survey, PSS) — фотографічний атлас зоряного неба. Складений Паломарською обсерваторією за підтримки Національного географічного товариства США протягом 1949—1958 років. Знімки зроблено за допомогою телескопа системи Шмідта діаметром 1,2 метри. Карти містять фотографічні зображення зір до 21m у двох спектральних смугах: синій і червоній. Атлас охоплює ділянку неба в діапазоні від δ= −33° до δ= +90°. Містить 1872 карти і 936 знімків[джерело?]. 
В 1985 розпочато роботу над оновленою версією атласу в трьох кольорах із глибиною огляду до 22m[джерело?].